# ستيف دافي
ستيف دافي (بالإنجليزية: Steve Davey)‏ هو لاعب كرة قدم بريطاني، ولد في 5 سبتمبر 1948 في بليموث في المملكة المتحدة. لعب مع نادي إكزتر سيتي ونادي بليموث أرجايل ونادي بورتسموث ونادي هيرفورد.